# Carlos Babington
Carlos Alberto Babington, né le 20 septembre 1949 à Buenos Aires, est un footballeur argentin au poste d'attaquant. 

## Biographie
Surnommé l'Inglés (« l'Anglais »), il a inscrit 126 buts lors de ses huit années passées dans le club d'Huracán.

### Clubs
Joueur
- 1969-1974 :  CA Huracán
- 1974-1978 :  SG Wattenscheid 09
- 1979-1982 :  CA Huracán
- 1982 :  Tampa Bay Rowdies

Entraineur
- 1986-1987: CA Platense
- 1988-1991:  CA Huracán
- 1992-1993:  CA Banfield
- 1993:  Racing Club
- 1995:  CA River Plate
- 1997:  CA Huracán
- 1997-1998:  Racing Club
- 1999-2001:  CA Huracán
- 2001-2002:  Club León
- 2002-2003:  CA Huracán
- 2003:  Chacarita Juniors

### Équipe nationale
- 13 sélections et 2 buts en équipe d'Argentine
- participation à la coupe du monde 1974